# Sant'Eufemia d'Aspromonte
Sant'Eufemia d'Aspromonte é uma comuna italiana da região da Calábria, província de Reggio Calabria, com cerca de 4.073 habitantes. Estende-se por uma área de 32 km², tendo uma densidade populacional de 127 hab/km². Faz fronteira com Bagnara Calabra, Melicuccà, San Procopio, Scilla, Sinopoli.

## Demografia
| Variação demográfica do município entre 1861 e 2011                               |
|                                                                                   |
| Fonte: Istituto Nazionale di Statistica (ISTAT) - Elaboração gráfica da Wikipedia |